# Puy-Guillaume
Puy-Guillaume település Franciaországban, Puy-de-Dôme megyében. Lakosainak száma 2644 fő (2022. január 1.). Puy-Guillaume Châteldon, Charnat, Limons, Paslières, Ris és Saint-Victor-Montvianeix községekkel határos.

## Népesség
A település népességének változása:
| Lakosok száma | 2633 | 2704 | 2794 | 2752 | 2772 | 2790 | 2735 | 2690 | 2644 |
|               | 2013 | 2015 | 2016 | 2017 | 2018 | 2019 | 2020 | 2021 | 2022 |